# تجامه ابراهیم
تجامه ابراهیم (انگلیسی: Tajama Abraham؛ زادهٔ ۲۷ سپتامبر ۱۹۷۵) بازیکن بسکتبال اهل ایالات متحده آمریکا است.